# Sericocrambus stylatus
Sericocrambus stylatus är en fjärilsart som beskrevs av Hans Daniel Johan Wallengren 1861. Sericocrambus stylatus ingår i släktet Sericocrambus och familjen Crambidae. Inga underarter finns listade i Catalogue of Life.